# EP300
La histona acetiltransferasa p300, también conocida como p300 HAT, proteína p300 asociada a E1A (siendo E1A = región temprana 1A de adenovirus), EP300 o solo p300, es una enzima que, en humanos, es codificada por el gen EP300. Esta proteína funciona como histona acetiltransferasa, regulando la transcripción genética vía remodelación de la cromatina al permitir el desempaquetamiento de las histonas y el ADN. Cumple un rol fundamental en la regulación del crecimiento y división celular, promoviendo la maduración celular, asumiendo funciones especializadas (diferenciación) y previniendo el crecimiento de tumores cancerígenos. La proteína p300 parece ser crítica para el desarrollo normal antes y después del nacimiento.
El gen EP300 se localiza en el brazo largo (q) del cromosoma 22 humano, en la posición 13.2. Este gen codifica para la proteína coactivadora transcripcional p300 asociada a E1A. EP300 está estrechamente relacionada con otro gen, el cual codifica para la proteína de unión a CREB, y que se encuentra en el cromosoma 16 humano.

## Función
p300 HAT funciona como una histona acetiltransferasa, regulando la transcripción mediante la remodelación de la cromatina, siendo importante en procesos como la proliferación y diferenciación celular. Media la regulación del gen cAMP al unirse de manera específica a la proteína CRB fosforilada.
p300 HAT contiene un bromodominio que participa en la señalización de IL6. : 3.1 
Este gen también se ha identificado como coactivador de HIF1A (Factor 1 alfa inducible por hipoxia), cumpliendo un papel en la estimulación de genes inducibles por hipoxia, tales como VEGF.

## Mecanismo
La proteína p300 lleva a cabo su función al activar la transcripción mediante la unión a factores de transcripción, y otros factores de la maquinaría transcripcional. Basándose en esto, se denomina a p300 como un coactivador transcripcional. Las interacciones entre p300 y los factores de transcripción están mediadas por uno o más dominios de p300: dominio de interacción con receptor nuclear (RID), dominio KIX (interacción con CREB y MYB), regiones cisteína/histidina (TAZ1/CH1 y TAZ2/CH3) y el dominio de unión de respuesta a interferón (IBiD). Cada uno de los últimos cuatro dominios de p300, KIX, TAZ1, YAZ2 e IBiD, se unen estrechamente a secuencias abarcando ambos dominios de transactivación 9aaTAD del factor p53.

## Relevancia clínica
Ciertas mutaciones en el gen EP300 son responsables de un pequeño porcentaje de casos del síndrome de Rubistein-Taybi. Estas mutaciones causan la pérdida de una de las copias del gen por célula, lo cual reduce la dosis de proteína p300 a la mitad. Algunas de estas mutaciones generan una versión deficiente y disfuncional de p300, mientras que otras imposibilitan la síntesis de una de las copias del gen. Aunque la comunidad científica no sabe con certeza cómo una reducción de proteína p300 conduce a las características típicas del síndrome de Rubinstein-Taybi, es un hecho que la pérdida de una copia del gen EP300 altera el desarrollo normal.[cita requerida]
Las reordenaciones cromosómicas que involucran al cromosoma 22 se han asociado en ocasiones con ciertos tipos de cáncer. Estos reordenamientos, llamados translocaciones, alteran la región del cromosoma 22 que contiene el gen EP300. Por ejemplo, investigadores han descubierto translocaciones entre los cromosomas 8 y 22 en paciente con leucemia mieloide aguda. También se ha identificado otra translocación entre los cromosomas 11 y 22 en un número pequeño de pacientes bajo tratamiento contra cáncer, lo cual se ha asociado con el desarrollo de leucemia mieloide aguda tras quimioterapia para el tratamiento de otros tipos de cáncer.[cita requerida]
Se han identificado mutaciones en el gen EP300 en otros tipos de cáncer, tales como cáncer de colon y recto, estómago, mama y páncreas. Estas son somáticas, lo que significa que se han adquirido a lo largo de la vida de la persona y solo se encuentran en ciertas células. Se ha sugerido también que mutaciones en EP300 juegan un papel en el desarrollo de ciertos cánceres de próstata, y podrían ayudar a predecir el crecimiento y expansión a otras partes del cuerpo de estos tipos de tumores. En células cancerosas, estas mutaciones previenen la producción de cualquier proteína funcional y, en ausencia de p300, las células no pueden restringir efectivamente su crecimiento y división, lo cual permite la formación de tumores cancerígenos.[cita requerida]

## Interacciones
Se ha demostrado que EP300 interactúa con:
- BCL3,[9]
- BRCA1,[10][11]
- CDX2,[12]
- CEBPB,[13]
- CITED1,[14]
- CITED2,[15][16][17][18]
- DDX5,[19]
- DTX1,[20]
- EID1,[21][22]
- ELK1,[23]
- ESR1,[10][24][25]
- FEN1,[26]
- GPS2,[27]
- HIF1A,[28][29]
- HNF1A,[30]
- HNRPU,[31]
- ING4,[32]
- ING5,[32]
- IRF2,[33]
- LEF1,[34]
- MAF,[35]
- MAML1,[36][37]
- MEF2C,[38]
- MEF2D,[39][40]
- MYBL2,[41]
- Mdm2,[42]
- MyoD,[38][43]
- MEF2A,[44]
- NCOA6,[45]
- NFATC2,[46]
- NPAS2,[47]
- P53,[42][48][49][50][51]
- PAX6,[12]
- PCNA,[52]
- PROX1,[35]
- PTMA,[53]
- PPARA,[54][55]
- PPARG,[24][56]
- RORA,[43]
- RELA,[57][58]
- SMAD1,[59][60]
- SMAD2,[61][62]
- SMAD7,[63]
- SNIP1,[64]
- SS18,[65]
- STAT3,[60]
- STAT6,[66]
- TAL1,[67]
- TCF3,[68]
- TFAP2A,[16]
- TGS1,[69]
- TRERF1,[70]
- TSG101,[71]
- THRA,[44]
- TWIST1,[72]
- YY1,[73][74]
- Zif268.[75]

## Otras lecturas
- Condorelli, G.; Giordano, A. (1998). «Synergistic role of E1A-binding proteins and tissue-specific transcription factors in differentiation». J. Cell. Biochem. 67 (4): 423-31. PMID 9383702. S2CID 22772125. doi:10.1002/(SICI)1097-4644(19971215)67:4<423::AID-JCB1>3.0.CO;2-U.
- Marcello, M.; Giacca (2002). «Multiple modes of transcriptional regulation by the HIV-1 Tat transactivator». IUBMB Life 51 (3): 175-81. PMID 11547919. S2CID 10931640. doi:10.1080/152165401753544241.
- Kino, T.; Pavlakis, G. N. (2004). «Partner molecules of accessory protein Vpr of the human immunodeficiency virus type 1». DNA Cell Biol. 23 (4): 193-205. PMID 15142377. doi:10.1089/104454904773819789.
- Ott, M.; Dorr, A.; Hetzer-Egger, C.; Kaehlcke, K.; Schnolzer, M.; Henklein, P.; Cole, P.; Zhou, M. M. et al. (2004). «Tat acetylation: a regulatory switch between early and late phases in HIV transcription elongation». Novartis Found. Symp. Novartis Foundation Symposia 259: 182-93; discussion 193-6, 223-5. ISBN 978-0-470-86263-6. PMID 15171254. doi:10.1002/0470862637.ch13.
- Le Rouzic, E.; Benichou, S. (2006). «The Vpr protein from HIV-1: distinct roles along the viral life cycle». Retrovirology 2: 11. PMC 554975. PMID 15725353. doi:10.1186/1742-4690-2-11.